# Liste der Monuments historiques in Chaux (Territoire de Belfort)
Die Liste der Monuments historiques in Chaux (Territoire de Belfort) führt die Monuments historiques in der französischen Gemeinde Chaux auf.

## Liste der Objekte
| Bezeichnung                          | Beschreibung                       | Standort                       | Kennzeichnung | Schutzstatus | Datum | Bild |
| ------------------------------------ | ---------------------------------- | ------------------------------ | ------------- | ------------ | ----- | ---- |
| Beichtstuhl                          | Holz, 1767                         | in der Kirche St-Martin (Lage) | PM90000241    | Inscrit      | 1988  |      |
| Prozessionsfahne Erziehung Mariens   | Stoff, Anfang des 20. Jahrhunderts | in der Kirche St-Martin (Lage) | PM90000201    | Inscrit      | 2004  |      |
| Prozessionsfahne Heiliger Martin (?) | Stoff, Anfang des 20. Jahrhunderts | in der Kirche St-Martin (Lage) | PM90000202    | Inscrit      | 2004  |      |
| Prozessionsfahne Heiliger Martin     | Seide, 1905                        | in der Kirche St-Martin (Lage) | PM90000203    | Inscrit      | 2004  |      |
| Kanzel                               | Holz, 1767                         | in der Kirche St-Martin (Lage) | PM90000021    | Classé       | 1973  |      |
| Chorabtrennung                       | Schmiedeeisen, 1770                | in der Kirche St-Martin (Lage) | PM90000022    | Classé       | 1988  |      |
| Prozessionsfahne Jungfrau Maria      | Stoff, Anfang des 20. Jahrhunderts | in der Kirche St-Martin (Lage) | PM90000204    | Inscrit      | 2004  |      |
| Prozessionsfahne Jeanne d'Arc        | Stoff, Anfang des 20. Jahrhunderts | in der Kirche St-Martin (Lage) | PM90000205    | Inscrit      | 2004  |      |
| 26 Kirchenbänke                      | Holz, 18. Jahrhundert              | in der Kirche St-Martin (Lage) | PM90000240    | Inscrit      | 1988  |      |